# Campionato francese di rugby a 15 1985-1986
Il Campionato francese di rugby a 15 1985-1986 vede al via ancora 40 squadre divise in 4 gironi di 8 quadre. Le prime 2 di ogni girone erano qualificate direttamente per gli ottavi mentre le classificate dal 3 al 6º posto erano qualificate per il "barrage".
Lo Stade toulousain si conferma campione e conserva lo Scudo di Brennus battendo lo SU Agen in finale.

## Fase di qualificazione
Le squadre sono indicate in ordine di classifica,  in grassetto le ammesse direttamente agli ottavi di finale. In corsivo quelle ammesse al Barrage
| - Stade toulousain - RC Narbonne - AS Béziers - CA Brive - SC Graulhet - US Romans - Stade montois - Boucau stade - Stade bagnérais - Lombez-Samatan | - RC Toulon - Biarritz olympique - Valence - Section paloise - Aviron bayonnais - FC Oloron - RC Hyères - La Voulte - Castres olympique - Stade lavelanétien                     |
| - SU Agen - RC Nimes - Stade aurillacois - FC Lourdes - RC Hyères - CO Le Creusot - US Dax - Tyrosse RCS - SC Tulle - US Montauban                   | - USA Perpignan - AS Montferrand - RRC Nice - Racing club de France - Stadoceste tarbais - FC Grenoble - CS Bourgoin-Jallieu - CA Bègles-Bordeaux - US Carcassonne - US Marmande |

## Barrage (Sedicesimi di finale)
(In grassetto le qualificate al turno successivo)
| Squadra 1             | Squadra 2             | Risultati |
| --------------------- | --------------------- | --------- |
| Aviron bayonnais      | Section paloise       | 6-3       |
| AS Béziers            | RC Hyères             | 10-6      |
| Racing club de France | FC Oloron             | 4-3       |
| CA Brive              | Le Creusot-Montchanin | 30-6      |
| FC Grenoble           | Stade aurillacois     | 9-6       |
| FC Lourdes            | US Romans             | 16-10     |
| RRC Nice              | Stadoceste tarbais    | 15-14     |
| SC Graulhet           | Valence               | 15-4      |

## Ottavi di finale
(In grassetto le qualificate ai quarti di finale)
| Squadra 1             | Squadra 2          | Andata | Ritorno |
| --------------------- | ------------------ | ------ | ------- |
| Aviron bayonnais      | SU Agen            | 12-6   | 6-31    |
| AS Béziers            | RC Nimes           | 9-3    | 17-12   |
| Racing club de France | USA Perpignan      | 20-16  | 3-13    |
| CA Brive              | RC Toulon          | 12-0   | 3-43    |
| FC Grenoble           | Biarritz olympique | 9-0    | 9-19    |
| FC Lourdes            | Stade toulousain   | 9-20   | 3-35    |
| RRC Nice              | AS Montferrand     | 9-6    | 3-6     |
| SC Graulhet           | RC Narbonne        | 15-12  | 9-10    |

## Quarti di finale
(In grassetto le qualificate alle semifinali)
| Squadra 1          | Squadra 2        | Risultati |
| ------------------ | ---------------- | --------- |
| SU Agen            | AS Béziers       | 16-12     |
| USA Perpignan      | RC Toulon        | 10-15     |
| Biarritz olympique | Stade toulousain | 3-16      |
| AS Montferrand     | SC Graulhet      | 12-15     |

## Semifinali
(In grassetto le qualificate alla finale)
| Squadra 1        | Squadra 2   | Risultati |
| ---------------- | ----------- | --------- |
| SU Agen          | RC Toulon   | 38-18     |
| Stade toulousain | SC Graulhet | 21-12     |

## Finale
| Arbitro: | André Peytavin |

| |            | |
| 14' c.p. Gabernet (3-0) 36' c.p. Lopez (6-3) 41' Lopez (9-3) 70' m. Lopez (12-6) 80' m. Bonneval (16-6) | Marcatori  | 23' c.p. Bérot (3-3) 51' c.p. Bérot (9-6) |
| Gérard Portolan (Serge Laïrle 66), Serge Laïrle (Daniel Santamans 66), Claude Portolan, Jean-Michel Giraud, Jean-Marie Cadieu, Thierry Maset, Karl Janik, Albert Cigagna (Hervé Lecomte 66), Michel Lopez, Philippe Rougé-Thomas, Guy Novès, Denis Charvet, Éric Bonneval, Jean-Michel Rancoule, Serge Gabernet Non entrati : Thierry Palisson | Formazioni | Jean-Louis Tolot, Jean-Louis Dupont, Daniel Dubroca (Patrice Boué 23), Patrick Pujade, Bernard Mazzer, Jacques Gratton, Bernard Delbreil, Dominique Erbani, Pierre Berbizier, Christian Delage, Éric Gleyze, Philippe Mothe, Philippe Sella, Bernard Lacombe, Philippe Bérot Non entrati : Jean-Yves Belléard |